# Hun Manet
Samdech
Hun Manet (în khmeră ហ៊ុន ម៉ាណែត, n. 20 octombrie 1977, Memot District⁠(d), Kampong Cham Province⁠(d), Cambodgia) este un politician și ofițer militar cambodgian care ocupă funcția de prim-ministru al Cambodgiei din 2023, succedându-i tatălui său, Hun Sen. Este, de asemenea, vicepreședinte al Partidului Poporului Cambodgian (CPP), aflat la guvernare. Înainte de numirea sa politică, a activat în Forțele Armate Regale Cambodgiene (RCAF), ca adjunct al comandantului-șef și comandant al Armatei Regale Cambodgiene. La numirea sa ca prim-ministru, i-a fost conferit cel mai înalt titlu onorific civil: Samdech Moha Borvor Thipadei Hun Manet (în khmeră សម្តេចមហាបវរធិបតី, în română „Mare Lord și Conducător Suprem Hun Manet”).
Hun Manet a crescut și și-a făcut studiile generale în Phnom Penh, iar mai târziu s-a alăturat forțelor armate în 1995. În același an, a fost admis la Academia Militară a Statelor Unite de la West Point. După ce și-a obținut diploma în 1999, Manet a devenit primul cetățean cambodgian care a absolvit această academie.
În urma alegerilor generale din Cambodgia din 2023, Hun Sen și-a anunțat demisia din funcția de prim-ministru la 26 iulie, desemnându-l oficial pe Hun Manet drept succesor. După nominalizarea sa de către regele Norodom Sihamoni, el și cabinetul său au fost aprobați în unanimitate de Adunarea Națională și au depus oficial jurământul în funcție la 22 august 2023.

## Biografie
Hun Manet s-a născut la 20 octombrie 1977 în satul Koh Thmar, districtul Memot, provincia Kampong Cham, în Kampuchea Democrată condusă de Khmerii Roșii, fiind al doilea fiu al lui Hun Sen și al lui Bun Rany. El are origini chineze, prin bunicul său Hun Neang. Potrivit lui Hun Sen, în noaptea nașterii lui Manet, o lumină strălucitoare ar fi trecut peste acoperișul casei, ceea ce l-a făcut pe Sen să creadă că fiul său s-a născut dintr-o ființă supranaturală venerată în satul Koh Thmar.
Manet a crescut și a urmat învățământul general în Phnom Penh, iar mai târziu s-a alăturat Forțelor Armate Regale Cambodgiene (RCAF) în 1995, același an în care a fost admis la Academia Militară a Statelor Unite de la West Point. După ce și-a obținut diploma în mai 1999, a devenit primul cambodgian absolvent al academiei și unul dintre cei doar șapte cadeți străini care au absolvit în acel an. La absolvirea de la West Point, a primit o diplomă de licență în economie și a fost numit locotenent în Armata Regală Cambodgiană. De asemenea, a obținut o diplomă de master în economie la Universitatea New York în 2002 și un PhD în economie la Universitatea din Bristol în 2009. Teza sa doctorală s-a intitulat „Ce determină distribuția dimensiunii întreprinderilor și integrarea structurală? Un studiu comparativ între țări”.

## Serviciul militar

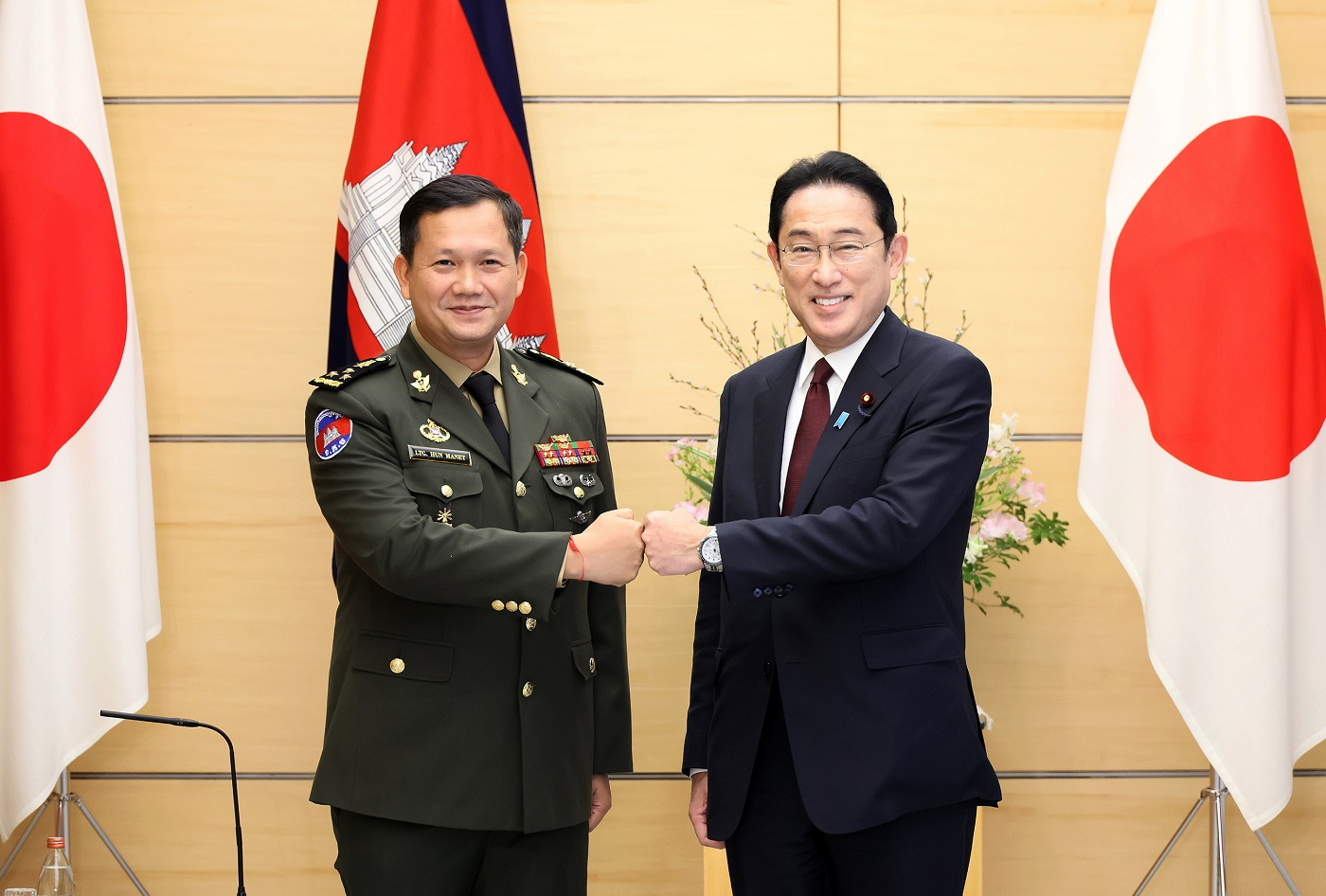
Cu prim-ministrul japonez Fumio Kishida la Tokyo, 16 februarie 2022.

Manet s-a alăturat Forțelor Armate Regale Cambodgiene (RCAF) în 1995, același an în care a fost admis la Academia Militară a Statelor Unite. A devenit general-maior în ianuarie 2011, la doar câteva luni după ce a fost numit adjunct al comandantului Armatei Regale Cambodgiene și adjunct al șefului Statului Major Interarme al RCAF. Manet a jucat un rol proeminent în negocierile din timpul confruntării cambodgiano-thailandeze din 2008. A fost promovat la gradul de general-locotenent în iunie 2013, iar ulterior, în iulie 2018, a fost avansat la gradul de general cu patru stele, odată cu noile sale responsabilități ca adjunct al comandantului suprem al RCAF. Fratele său mai mic, Hun Manith, servește de asemenea în RCAF, în calitate de general de brigadă. La 20 aprilie 2023, Manet a fost promovat oficial la gradul de general cu patru stele. Ministrul Apărării, Tea Banh, a descris promovarea lui Manet ca o reflectare a eforturilor sale de a „servi națiunea, armata și poporul cambodgian”.
Pe 30 iunie 2018, cu câteva săptămâni înainte de alegerile parlamentare, Hun Sen l-a numit pe Manet în funcții militare superioare, în încercarea de a-l pregăti pe fiul său pentru funcția de prim-ministru atunci când se va retrage din politică sau va muri, consolidând astfel efectiv dinastia politică Hun în Cambodgia. Hun Sen menționase deja pe Manet ca succesorul său posibil.

## Carieră politică
În iunie 2020, Manet a fost promovat în funcția de lider al aripii de tineret a Partidului Poporului Cambodgian (CPP).
A fost menționat atât de instituțiile de presă, cât și de Hun Sen însuși ca un posibil candidat la funcția de prim-ministru. La 4 decembrie 2021, Manet a fost ales în unanimitate de către Comitetul Central al CPP drept viitor candidat al partidului pentru funcția de prim-ministru după Hun Sen, devenind astfel prim-ministru desemnat.
La 7 august 2023, regele Norodom Sihamoni a emis un decret regal prin care l-a numit pe Manet prim-ministru al Cambodgiei și i-a încredințat sarcina formării unui nou guvern.
La scurt timp după ascensiunea sa în funcția de prim-ministru, Manet l-a găzduit la Palatul Păcii pe Charles Yang, reprezentant al Federației pentru Pace Universală, o organizație sud-coreeană fondată de Sun Myung Moon, întemeietorul Bisericii Unificării.

### Mandatul de prim-ministru
Hun Sen și-a anunțat public sprijinul pentru candidatura lui Manet la funcția de prim-ministru pentru prima dată în decembrie 2021. Deși Manet nu și-a exprimat niciodată public interesul pentru această funcție, a primit un sprijin puternic din partea mai multor miniștri guvernamentali, membri ai partidului și din partea influentului Comitet Permanent al CPP. Hun Sen a subliniat totuși că succesiunea nu va avea loc înainte de alegerile din 2028.
Manet a candidat pe locul întâi în Phnom Penh pentru Adunarea Națională la alegerile generale din 2023, o cerință pentru a fi numit prim-ministru. La trei zile după alegeri, în care CPP a revendicat o victorie categorică, Hun Sen și-a anunțat demisia și a confirmat că Manet va fi noul prim-ministru. Noua echipă guvernamentală a depus jurământul pe 22 august. Alegerile au fost larg criticate de observatorii internaționali ca fiind organizate într-un mediu politic restrictiv și nu au fost considerate libere și corecte; principalul partid de opoziție a fost descalificat cu două luni înainte de alegeri, iar un lider al opoziției a fost încarcerat. Pe 7 august, regele Norodom Sihamoni a emis un decret regal oficial nominându-l pe Manet ca nou prim-ministru. El l-a invitat pe Manet să formeze un nou guvern pentru al șaptelea mandat, supus unui vot de încredere din partea Adunării Naționale pe 22 august. Cabinetul lui Manet a fost confirmat unanim de către Adunarea Națională pe 22 august. În februarie 2024, Manet l-a promovat pe fratele său mai mic, Hun Many, în funcția de viceprim-ministru alături de rolul său actual de ministru al serviciilor publice.
Una dintre primele măsuri oficiale ale lui Manet ca prim-ministru a fost interzicerea claxoanelor muzicale la camioane, în martie 2024, declarând că a fost deranjat de „dansul pe stradă în ritmurile muzicale ale camioanelor mari”. Manet a instruit de asemenea autoritățile să modernizeze transportul feroviar din Cambodgia. La 5 august 2024, administrația sa a lansat controversatul proiect al Canalului Funan Techo, care ar lega fluviul Mekong de coasta Cambodgiei, reducând semnificativ dependența țării de porturile vietnameze. Zona de dezvoltare triunghiulară Cambodgia–Laos–Vietnam (CLV-DTA) a fost, de asemenea, supusă criticilor publice din cauza temerilor că patru provincii ale țării ar putea fi cedate vecinilor. Cambodgia s-a retras în cele din urmă din CLV-DTA la 23 septembrie.

## Viață personală
Hun Manet este căsătorit cu Pich Chanmony, fiica lui Pich Sophoan, fost secretar de stat în cadrul Ministerului Muncii.